# 1969年リチャード・ニクソン大統領就任式
第37代アメリカ合衆国大統領のリチャード・ニクソンの1回目の就任式は、1969年1月20日月曜日にワシントンD.C.のアメリカ合衆国議会議事堂のイーストポルティコで行われた。これは46回目となる大統領就任式であり、大統領のリチャード・ニクソンと副大統領のスピロ・アグニューの1期目の始まりとなった。ニクソンの大統領就任宣誓は最高裁判所長官のアール・ウォーレン、アグニューの副大統領就任宣誓は上院少数党院内総務のエヴァレット・ダークセンが執り行った。ニクソンは非現職の副大統領経験者として史上初めて大統領に就任した。またウォーレン最高裁判所長官が執り行った最後の大統領就任宣誓であった。

## 就任演説

ジョンソンとニクソン

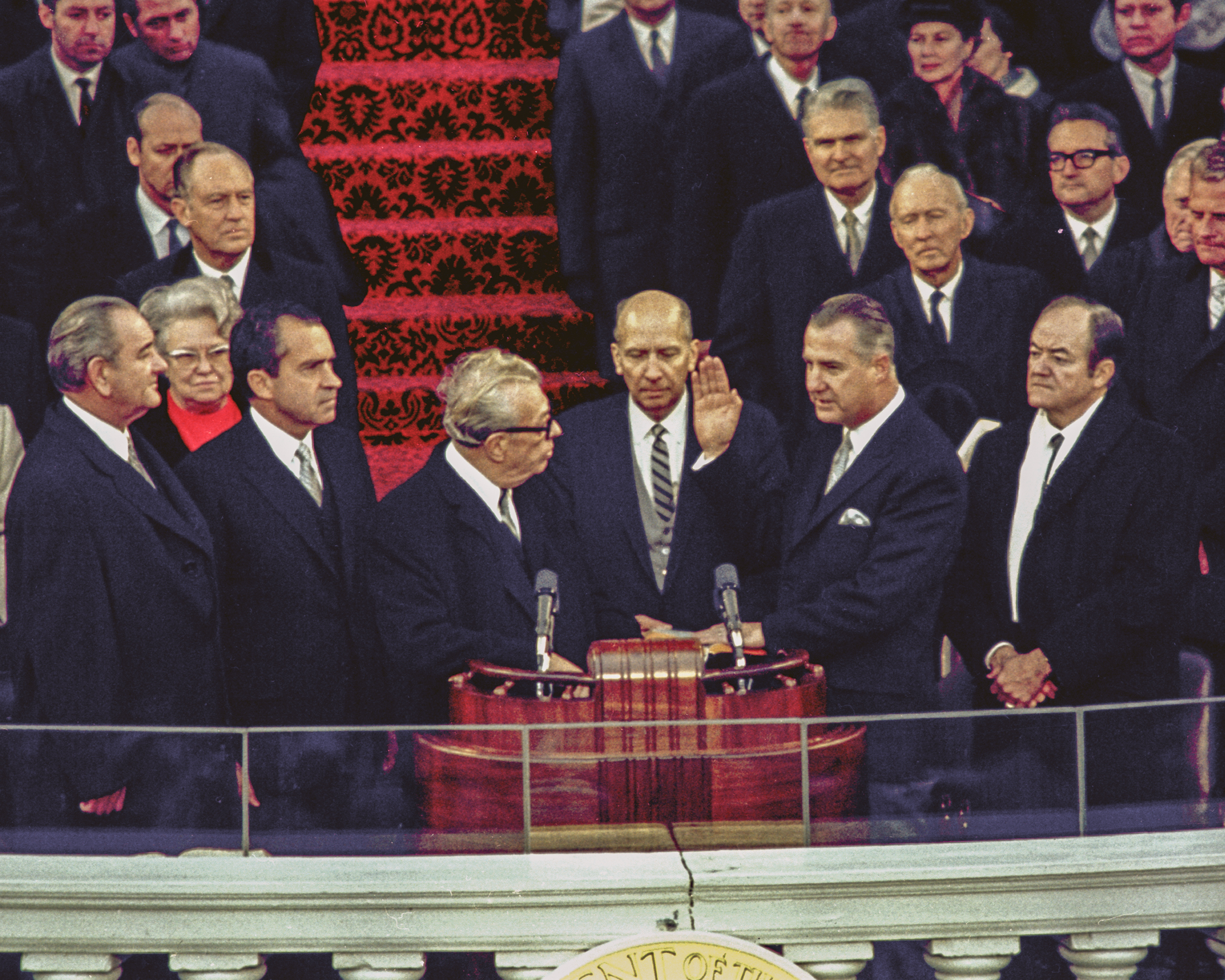
この就任式には4人の副大統領が出席した。
(左から) :
大統領を退任するリンドン・B・ジョンソン
(第37代副大統領)、
次期大統領のリチャード・ニクソン (第36代副大統領)、
アグニューの就任宣誓を執り行うエヴァレット・ダークセン上院少数党院内総務、
副大統領に就任するスピロ・アグニュー (第39代副大統領)、
副大統領を退任するヒューバート・ハンフリー (第38代副大統領)。

就任宣誓後にニクソンは演説を行った。

## ビブリオグラフィ
- “Avalon Project - The Inaugural Addresses of the Presidents”. avalon.law.yale.edu. 2020年12月9日閲覧。